# Tabularium

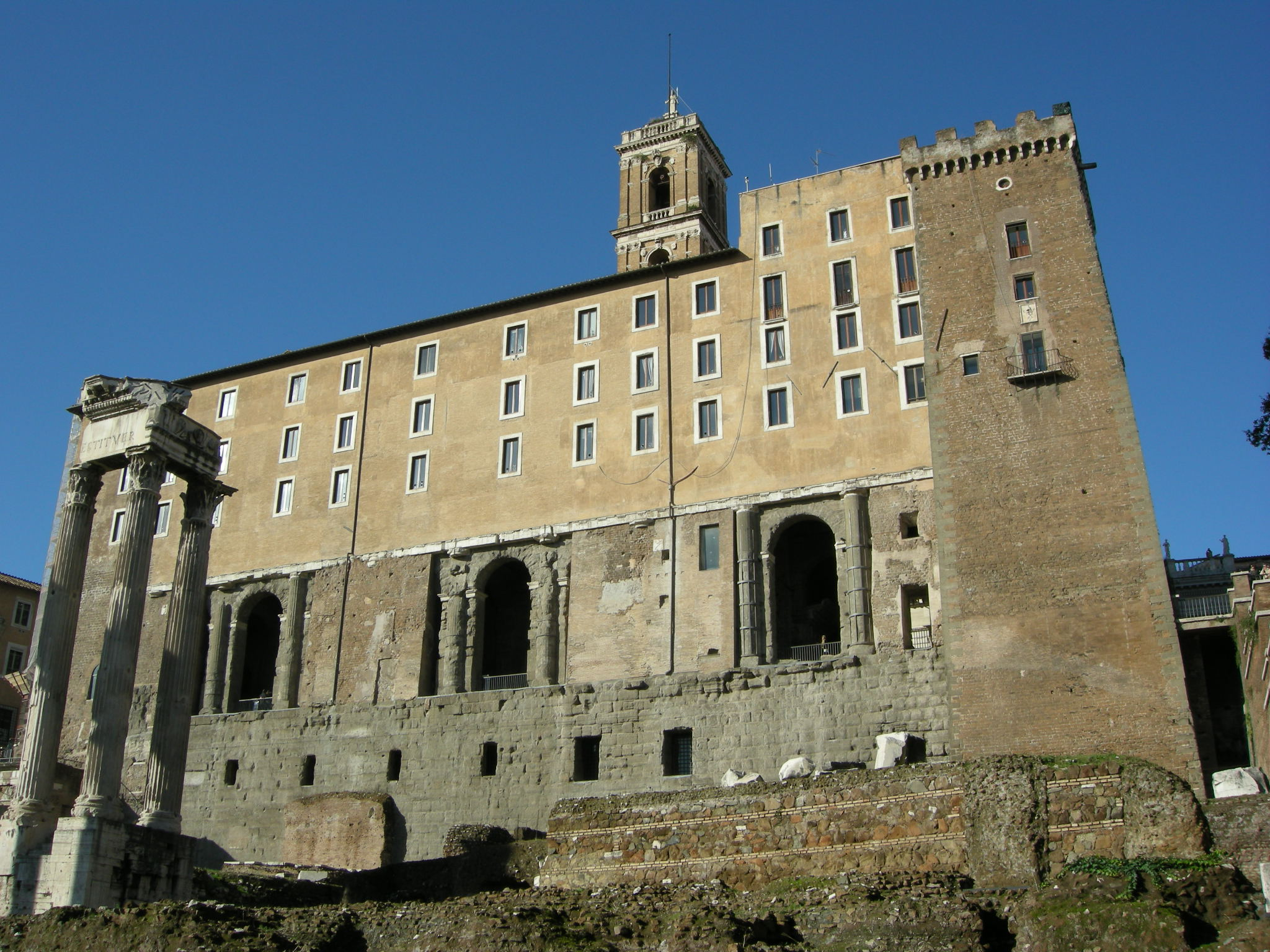
Tabularium med Vespasianustemplet (till vänster).

Tabularium (av latin tabula ’tavla’, ’urkund’) var en arkivbyggnad i antikens Rom, belägen på Capitoliums östsluttning. Dess rundbågefasad dominerar Forum Romanums ena kortsida.
Tabularium uppfördes 78 f.Kr. av en av Sullas konsuler, Quintus Lutatius Catulus, som en del i återuppbyggnadsarbetet efter en allvarlig eldsvåda 83 f.Kr. Arkitekt var Lucius Cornelius från Ostia. Fasaden vilar på ett högt fundament och har en arkad med doriska halvkolonner.
Ovanpå resterna av Tabularium uppfördes 1582–1605 Palazzo Senatorio, Roms nuvarande stadshus.